# Józef Małachowski (poseł)
Józef Małachowski  herbu Nałęcz (ur. 1752, zm. 1795) – starosta wąwolnicki 1774, starosta karaczkowski (w 1773 stryj Piotr Małachowski scedował mu te starostwo na Podolu), poseł na Sejm Czteroletni 1788-1792 z województwa krakowskiego. Figurował na liście posłów i senatorów posła rosyjskiego Jakowa Bułhakowa w 1792 roku, która zawierała zestawienie osób, na które Rosjanie mogą liczyć przy rekonfederacji i obaleniu dzieła 3 maja.
Syn Stanisława (1727–1784), wnuk Adama lLeona.